# 가상 인공물
가상 인공물(virtual artifacts, 버추얼 아티팩트)은 인간의 관념이나 디지털 환경상에서 존재하는 실체가 없는 형상을 말한다. 예를 들어서 인터넷, 인트라넷, 가상현실, 사이퍼공간과 같은
디지털 공간에서 존재한다.

## 같이 보기
- 디지털 미디어